# اندرو پوززی
اندرو پوززی (انگلیسی: Andrew Pozzi؛ زادهٔ ۱۵ مهٔ ۱۹۹۲) ورزشکار دو و میدانی اهل بریتانیا است. پوززی از مارس ۲۰۱۸ در دو ۶۰ متر با مانع قهرمان فعلی جهان و قهرمان اروپا است.  اندرو در ۲۰۱۲ در دو ۶۰ متر و ۱۱۰ متر برنده عنوان قهرمانی انگلستان شد. او همچنین ثبت رکورد ۱۳/۲۹ ثانیه را در سوم ژوئیه ۲۰۱۱ در مانهایم آلمان از خود بجا گذاشت.